# バーバロ
バーバロ（あるいはバルバロ、英語表記：Barbaro）はアメリカの競走馬。父のダイナフォーマーはジャージーダービーを勝っている。

## 戦績
2005年10月のデラウェアパークの未勝利戦でデビュー勝ち、GIIIローレルフューチュリティーを制し重賞初制覇。年明けの1月1日にコールダーで行われたGIIIトロピカルパークダービーも制して3連勝を飾る。ここでケンタッキーダービーに使うために試しにダートを、と使ったガルフストリームパークのGIIIホーリーブルステークスも勝利し、さらにはフロリダダービーも制し初GI制覇。そしてクラシック第一弾のケンタッキーダービーへ向かう。20頭立てのレースで終始先頭集団を追走し、4コーナーで先頭に立つとアソールトに次ぐ6 1/2馬身差で勝利、無敗でのケンタッキーダービー制覇となった。生産者のMr. & Mrs. M. Roy Jacksonは、同日に行われた英2000ギニーでも生産馬のジョージワシントン (George Washington) で勝っている。
続く5月20日のプリークネスステークスでは、アファームド以来28年ぶりの三冠はもちろん、シアトルスルー以来29年ぶり二頭目の無敗の三冠馬誕生に向け、連勝が大いに期待されて11万8402人が競馬場に詰めかけた。しかし、レースではゲートを壊して発馬、再スタート後すぐに騎手が異変を感じて競走中止、右後脚の球節の上の砲骨顆部及び、球節の下の第一趾骨を粉砕骨折するという最悪の結果に終わった。これにより、バーバロは競走能力を喪失し、このレースが生涯最後のレースとなった。

### 競走成績
| 出走日     | 競馬場                 | 競走名                   | 格 | 距離   | 着順 | 騎手       | 着差      | 1着（2着）馬       |
| ---------- | ---------------------- | ------------------------ | -- | ------ | ---- | ---------- | --------- | ------------------ |
| 2005.10.04 | デラウェアパーク       | 未勝利                   |    | 芝8f   | 1着  | J.カラバロ | 8 1/2身   | （Jade's Revenge） |
| 2005.11.19 | ローレル               | ローレルフューチュリティ |    | 芝8.5f | 1着  | J.カラバロ | 8馬身     | (Diabolical)       |
| 2006.01.01 | コールダー             | トロピカルパークダービー | G3 | 芝9f   | 1着  | E.プラード | 1 1/2馬身 | (Wise River)       |
| 2006.02.04 | ガルフストリームパーク | ホーリーブルS            | G3 | D9f    | 1着  | E.プラード | 3/4馬身   | (Great Point)      |
| 2006.04.01 | ガルフストリームパーク | フロリダダービー         | G1 | D9f    | 1着  | E.プラード | 1/2馬身   | (Sharp Humor)      |
| 2006.05.06 | チャーチルダウンズ     | ケンタッキーダービー     | G1 | D10f   | 1着  | E.プラード | 6 1/2馬身 | (Bluegrass Cat)    |
| 2006.05.20 | ピムリコ               | プリークネスS            | G1 | D9.5f  | 中止 | E.プラード | 競走中止  | Bernardini         |

- 競走名のSはステークスを示す。

## 闘病生活
通常ならば予後不良と診断され、直ちに安楽死の措置が採られてもおかしくない故障だったが、馬主の意向により生存へ向けた手術が行われた。ペンシルベニア大学で行われた5時間に及ぶ手術は成功したものの、競走能力は喪失、助かる見込みは50%といわれていた。7月には右後脚をかばって体重がかかっていた左後脚に蹄葉炎を発症、極めて予断を許さない状況になっていたが、その後は驚異的な回復を見せ、8月中旬には外で元気に歩く姿も見せ、いずれは退院できるというまでに回復していた。しかし、再び左後脚に加え両前脚に蹄葉炎を発症、左後脚の蹄葉炎が結果的に致命傷となり延命を断念、2007年1月29日に安楽死の処置がとられた。
その後バーバロの名を冠したレースがピムリコとデラウェアパークにてそれぞれ行われるようになった。

## 血統表
| バーバロの血統（ロベルト系 / Nashua 4×5=9.38%） | バーバロの血統（ロベルト系 / Nashua 4×5=9.38%） | バーバロの血統（ロベルト系 / Nashua 4×5=9.38%） | （血統表の出典）   | （血統表の出典） |
| 父 ダイナフォーマー Dynaformer 1985 黒鹿毛      | 父の父Roberto 1969 鹿毛                         | Hail To Reason                                  | Turn-To            | Turn-To          |
| 父 ダイナフォーマー Dynaformer 1985 黒鹿毛      | 父の父Roberto 1969 鹿毛                         | Hail To Reason                                  | Nothirdchance      |                  |
| 父 ダイナフォーマー Dynaformer 1985 黒鹿毛      | 父の父Roberto 1969 鹿毛                         | Bramalea                                        | Nashua             | Nashua           |
| 父 ダイナフォーマー Dynaformer 1985 黒鹿毛      | 父の父Roberto 1969 鹿毛                         | Bramalea                                        | Rarelea            |                  |
| 父 ダイナフォーマー Dynaformer 1985 黒鹿毛      | 父の母Andover Way 1978 黒鹿毛                   | His Majesty                                     | Ribot              | Ribot            |
| 父 ダイナフォーマー Dynaformer 1985 黒鹿毛      | 父の母Andover Way 1978 黒鹿毛                   | His Majesty                                     | Flower Bowl        |                  |
| 父 ダイナフォーマー Dynaformer 1985 黒鹿毛      | 父の母Andover Way 1978 黒鹿毛                   | On The Trail                                    | Olympia            | Olympia          |
| 父 ダイナフォーマー Dynaformer 1985 黒鹿毛      | 父の母Andover Way 1978 黒鹿毛                   | On The Trail                                    | Golden Trail       |                  |
| 母 ラヴィルルージュ La Ville Rouge              | 母の父Carson City                               | Mr. Prospector                                  | Raise a Native     | Raise a Native   |
| 母 ラヴィルルージュ La Ville Rouge              | 母の父Carson City                               | Mr. Prospector                                  | Gold Digger        |                  |
| 母 ラヴィルルージュ La Ville Rouge              | 母の父Carson City                               | Blushing Promise                                | Blushing Groom     | Blushing Groom   |
| 母 ラヴィルルージュ La Ville Rouge              | 母の父Carson City                               | Blushing Promise                                | Summertime Promise |                  |
| 母 ラヴィルルージュ La Ville Rouge              | 母の母La Reine Rouge                            | King's Bishop                                   | Round Table        | Round Table      |
| 母 ラヴィルルージュ La Ville Rouge              | 母の母La Reine Rouge                            | King's Bishop                                   | Spearfish          |                  |
| 母 ラヴィルルージュ La Ville Rouge              | 母の母La Reine Rouge                            | Silver Betsy                                    | Nearctic           | Nearctic         |
| 母 ラヴィルルージュ La Ville Rouge              | 母の母La Reine Rouge                            | Silver Betsy                                    | Silver Abbey       |                  |